# Стриганов, Константин Григорьевич
Константин Григорьевич Стриганов (1912—1944) — сержант Рабоче-крестьянской Красной Армии, участник Великой Отечественной войны, Герой Советского Союза (1944).

## Биография
Родился 30 сентября 1912 года в селе Покровское Ирбитского уезда, Пермской губернии (ныне — Артёмовский городской округ Свердловской области).
После окончания начальной школы работал на железной дороге. В 1935—1936 годах проходил службу в Рабоче-крестьянской Красной Армии.
В феврале 1942 года призван в армию. С 1943 года — на фронтах Великой Отечественной войны.
К ноябрю 1943 года сержант Константин Стриганов командовал орудием 520-го стрелкового полка 167-й стрелковой дивизии 1-го Украинского фронта. Отличился во время освобождения Киева. 3-5 ноября 1943 года расчёт Стриганова уничтожил 2 автомашины и несколько огневых точек, способствовав успешным действиям остальных подразделений.
Указом Президиума Верховного Совета СССР «О присвоении звания Героя Советского Союза генералам, офицерскому, сержантскому и рядовому составу Красной Армии» от 10 января 1944 года за «образцовое выполнение боевых заданий командования на фронте борьбы с немецко-фашистскими захватчиками и проявленные при этом отвагу и геройство» был удостоен высокого звания Героя Советского Союза. Орден Ленина и медаль «Золотая Звезда» он получить не успел, так как 14 января 1944 года погиб в бою.
Похоронен в братской могиле в селе Вотылевка Лысянского района Черкасской области Украины.
Также был награждён орденом Красного Знамени.